# NRJ Music Award de l'artiste féminine internationale de l'année
Le prix de l'Artiste féminine internationale de l'année est une récompense musicale décernée lors des NRJ Music Awards.
Avec 3 récompenses, Dua Lipa et Rihanna sont les artistes les plus récompensées dans cette catégorie.

## Nominations et récompenses multiples

### Récompenses multiples
| Artistes           | Récompenses | Année               |
| ------------------ | ----------- | ------------------- |
| Dua Lipa           | 3           | 2020, 2021 et 2023  |
| Rihanna            | 3           | 2010, 2012 et 2013  |
| Shakira            | 2           | 2003 et 2011        |
| Madonna            | 2           | 2001 et 2006        |
| Sia Furler         | 2           | 2014 et 2016        |
| Avril Lavigne      | 2           | 2005 et 2008        |
| Ariana Grande      | 2           | 2018 et 2019        |
| Taylor Swift       | 2           | 2015 et 2024        |
| Mariah Carey       | 1           | 2000                |
| Jennifer Lopez     | 1           | 2002                |
| Dido               | 1           | 2004                |
| Christina Aguilera | 1           | 2007                |
| Britney Spears     | 1           | 2009                |
| Katy Perry         | 1           | 2013 (15th Edition) |
| Selena Gomez       | 1           | 2017                |
| Lady Gaga          | 1           | 2022                |

### Nominations multiples
| Artistes           | Nominations | Année                                                                      |
| ------------------ | ----------- | -------------------------------------------------------------------------- |
| Shakira            | 11          | 2003, 2006, 2007, 2010, 2011, 2014, 2016, 2017, 2021, 2022 et 2023         |
| Rihanna            | 10          | 2008, 2009, 2010, 2011, 2012, 2013, 2013(15th Edition), 2015, 2016 et 2023 |
| Beyoncé            | 9           | 2005, 2007, 2009, 2012, 2014, 2016, 2018, 2022 et 2024                     |
| Pink               | 8           | 2004, 2007, 2009, 2013, 2013(15th Edition), 2017, 2018 et 2019             |
| Lady Gaga          | 6           | 2011, 2013 (15th Edition), 2016, 2019, 2020 et 2022                        |
| Sia                | 6           | 2014, 2015, 2016, 2018, 2020 et 2021                                       |
| Dua Lipa           | 5           | 2018, 2020, 2021, 2023 et 2024                                             |
| Mariah Carey       | 5           | 2000, 2002, 2003, 2006 et 2010                                             |
| Taylor Swift       | 5           | 2015, 2017, 2019, 2023 et 2024                                             |
| Katy Perry         | 5           | 2011, 2012, 2013(15th Edition), 2014 et 2017                               |
| Madonna            | 5           | 2001, 2002, 2004, 2006 et 2007                                             |
| Miley Cyrus        | 4           | 2013(15th Edition), 2017, 2020 et 2023                                     |
| Alicia Keys        | 4           | 2005, 2008, 2010 et 2013                                                   |
| Britney Spears     | 4           | 2005, 2009, 2012 et 2013(15th Edition)                                     |
| Billie Eilish      | 3           | 2020, 2021 et 2024                                                         |
| Adele              | 3           | 2013, 2016 et 2022                                                         |
| Ava Max            | 3           | 2020, 2021 et 2022                                                         |
| Camila Cabello     | 3           | 2019, 2021 et 2022                                                         |
| Ariana Grande      | 3           | 2015, 2018 et 2019                                                         |
| Jennifer Lopez     | 3           | 2002, 2003 et 2013                                                         |
| Laura Pausini      | 2           | 2003 et 2004                                                               |
| Kylie Minogue      | 2           | 2002 et 2004                                                               |
| Avril Lavigne      | 2           | 2005 et 2008                                                               |
| Christina Aguilera | 2           | 2007et 2009                                                                |
| Selena Gomez       | 2           | 2017 et 2018                                                               |
| Sabrina Carpenter  | 1           | 2024                                                                       |
| Olivia Rodrigo     | 1           | 2023                                                                       |
| Rosalía            | 1           | 2023                                                                       |
| Anitta             | 1           | 2022                                                                       |
| Lizzo              | 1           | 2022                                                                       |
| Doja Cat           | 1           | 2021                                                                       |
| Tones and I        | 1           | 2020                                                                       |
| Geri Halliwell     | 1           | 2002                                                                       |
| Shania Twain       | 1           | 2003                                                                       |
| Dido               | 1           | 2004                                                                       |
| Anastacia          | 1           | 2005                                                                       |
| Gwen Stefani       | 1           | 2006                                                                       |
| Natalie Imbruglia  | 1           | 2006                                                                       |
| Nelly Furtado      | 1           | 2008                                                                       |
| Fergie             | 1           | 2008                                                                       |
| Lily Allen         | 1           | 2010                                                                       |
| Nicki Minaj        | 1           | 2013                                                                       |

### Pré-nominations multiples
Les pré-nominations ne sont pas fréquentes à chaque édition. Il s'agit de deux artistes sur six qui ont recueilli le moins de vote sur le site officiel des NRJ Music Awards et qui sont par la suite disqualifiés de concourir dans cette catégorie. Des pré-nominations ont eu lieu au préalable des cérémonies de 2011, 2012, 2014 et 2015. 
| Artistes       | Pré-nominations | Année |
| -------------- | --------------- | ----- |
| Selena Gomez   | 1               | 2015  |
| Madonna        | 1               | 2015  |
| Taylor Swift   | 1               | 2014  |
| Nicki Minaj    | 1               | 2014  |
| Lady Gaga      | 1               | 2012  |
| Jennifer Lopez | 1               | 2012  |
| Pink           | 1               | 2011  |
| Kylie Minogue  | 1               | 2011  |

## Palmarès
| Année               | Artiste            |
| ------------------- | ------------------ |
| 2000                | Mariah Carey       |
| 2001                | Madonna            |
| 2002                | Jennifer Lopez     |
| 2003                | Shakira            |
| 2004                | Dido               |
| 2005                | Avril Lavigne      |
| 2006                | Madonna            |
| 2007                | Christina Aguilera |
| 2008                | Avril Lavigne      |
| 2009                | Britney Spears     |
| 2010                | Rihanna            |
| 2011                | Shakira            |
| 2012                | Rihanna            |
| 2013                | Rihanna            |
| 2013 (15th Edition) | Katy Perry         |
| 2014                | Sia                |
| 2015                | Taylor Swift       |
| 2016                | Sia                |
| 2017                | Selena Gomez       |
| 2018                | Ariana Grande      |
| 2019                | Ariana Grande      |
| 2020                | Dua Lipa           |
| 2021                | Dua Lipa           |
| 2022                | Lady Gaga          |
| 2023                | Dua Lipa           |
| 2024                | Taylor Swift       |